# Akira Kato
Akira Kato Tanabe (Toquio, 3 de Novembro de 1933 - Lima, Março de 1982) foi um voleibolista e treinador de voleibol japonês. Conhecido como como "o pai do vôlei peruano", ele revolucionou o voleibol feminino do país, que obteve expressivos resultados a nível internacional nos anos 1970 e 1980.

## Carreira
Jogador da seleção de seu país, ele foi convidado pela Confederação peruana de Voleibol (FPV) para ser treinador da equipe feminina em 1965. Seus rigorosos treinos no estilo asiático serviram para criar uma base sólida de fundamentos, e, claro, para fazer com que as atletas alcançassem o condicionamento físico ideal. Logo que chegou ao país, fundou uma escola para treinar jovens jogadoras em Lima. Sob a sua liderança, as peruanas adquiriram as melhores qualidades do voleibol asiático, como habilidade, velocidade e tenacidade na defesa, que, juntamente com os pontos fortes do voleibol local (tais como o bom físico, a flexibilidade e a destreza), criaram um estilo particular que se tornou a base dos anos de glória do Peru
Ele ficou no comando da seleção nacional até o final dos anos 70.

## Morte
Em março de 1982, poucos meses antes da Copa do Mundo Sênior no Peru, Akira Kato morreu na cidade de Lima.